# Мишел Рол
Мишел Рол (на френски: Michel Rolle) е френски математик, член на Парижката академия на науките.
Получава самостоятелно математическото си образование. През 1690 година публикува книгата си „Трактат по алгебра“, в който развива метод за отделяне на действителните корени на алгебричните уравнения, основан на отделни случаи, известен като Теорема на Рол, доказана в случая на цели алгебрични многочлени с чисто алгебрични средства. Рол формулира и правило за намиране на горните граници на действителните корени на алгебричните уравнения, по-известно като Правило на Маклорен. Изследвал и възможностите за решаване в цели числа на линейни уравнения с две неизвестни.
Дълго време Мишел Рол критикува анализа на Рене Декарт и инфинитезималното смятане на Готфрид Лайбниц, с което предизвиква разгорещени дискусии в европейската математическа общност в началото на 18 век. Въпреки че често критиките му били безпочвени, те заставили Лайбниц да подходи с внимание към обосноваването на неговата теория.